# Norbert Thom

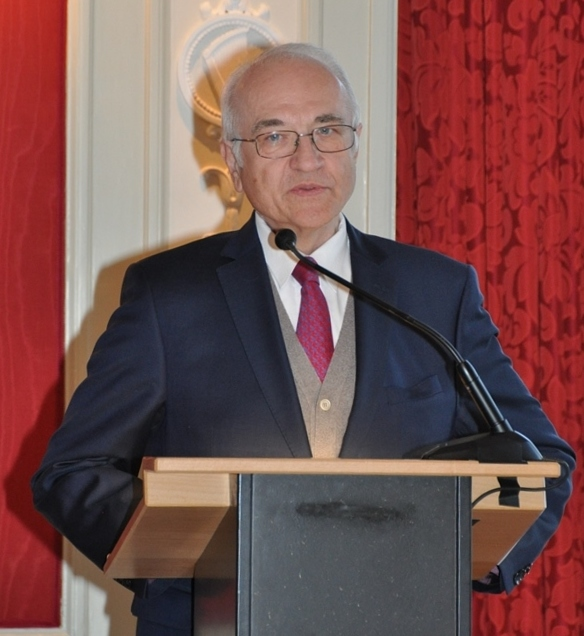

Norbert Thom (* 11. August 1946 in Kleinsteinlohe, Tiefenbach (Oberpfalz), Bayern; † 21. April 2019; heimatberechtigt in Köniz) war ein deutsch-schweizerischer Wirtschaftswissenschaftler, insbesondere für Betriebswirtschaftliche Organisationslehre und Personalwesen an der Universität Bern.

## Leben
Norbert Thom studierte nach seinem Abitur 1966 am Gymnasium Kreuzgasse in der Kölner Nordstadt im Hauptfach Betriebswirtschaftslehre und als Nebenfächer Volkswirtschaftslehre und Soziologie an der Universität zu Köln. Er gehörte dem Graduiertenseminar des European Institute for Advanced Studies in Management (EIASM) in Brüssel an und wurde 1976 mit der Arbeit Zur Effizienz betrieblicher Innovationsprozesse zum Dr. rer. pol. promoviert. Gleichzeitig war er Assistent bei Erwin Grochla, habilitierte sich 1984 in Köln für Betriebswirtschaftslehre und lehrte als Privatdozent an der Universität zu Köln.
1984 hatte er eine Lehrstuhlvertretung für die ordentliche C4-Professur für Organisation und Personalwirtschaft der Justus-Liebig-Universität Gießen inne. 1985 erhielt er einen Ruf auf die Professur für Führungs-, Organisations- und Personallehre in deutscher und französischer Sprache an die Schweizer Universität Freiburg und war Gründungsdirektor des Seminars für Unternehmungsführung und Organisation der Universität Freiburg.
1991 wechselte Norbert Thom an die Universität Bern auf den Lehrstuhl für Betriebswirtschaftliche Organisationslehre und Personalwesen. Er gründete an der Universität Bern das Institut für Organisation und Personal (IOP) und blieb bis 2012 dessen Direktor. 2000/2001 war er Kommissarischer Direktor des Instituts für Internationales Innovationsmanagement der Universität Bern. 2002 wurde er Mitgründer des interfakultären Kompetenzzentrums für Public Management (KPM) der Universität Bern. 2012 wurde er emeritiert.
Norbert Thom engagierte sich in zahlreichen Ämtern, darunter im Senat der Universität Freiburg (1988–90), in der Finanzkommission der Universität Bern und als ihrer Rechts- und Wirtschaftswissenschaftlichen Fakultät (1992–95), Sprecher des Departements für Betriebswirtschaftslehre der Universität Bern (2001–02) und als Mitglied des Ständigen Ausschusses für das Kompetenzzentrum für Public Management der Universität Bern (seit 2002, von 2008 bis 2012: Vorsitzender dieses Ausschusses). Von 1995 bis 1997 war er Vize-Rektor der Universität Bern mit dem Verantwortungsbereich Finanzen und Planung.
Er hatte Gastprofessuren an den Universitäten in Basel, Bern, Linz, Dresden, Fribourg, Klausenburg (Rumänien), Alcalá de Henares(Spanien) und Regensburg inne.
Norbert Thom war verheiratet; seine Ehefrau verstarb 2007, aus der Ehe stammte ein Sohn. Er lebte zuletzt in Partnerschaft mit der Juristin und Ökonomin Françoise Bruderer, die Geschäftsführerin der Pensionskasse der Schweizer Post ist. Seit 2011 hatte er neben der deutschen auch die Schweizer Staatsbürgerschaft.

## Wirken
Thom war der erste Präsident der Schweizerischen Gesellschaft für Betriebswirtschaft (1990–93). Von 1997 bis 2000 war er Mitglied des Schweizerischen Wissenschaftsrates, einem Beratungsorgan der Bundesregierung in allen Fragen der Wissenschaftspolitik. Von 2002 bis 2014 war er Vizepräsident der Volkswirtschaftlichen Gesellschaft des Kantons Bern. 2004 bis 2005 war er Mitglied des Gesamtvorstandes des Verbandes der Hochschullehrer für Betriebswirtschaft. Er war in mehreren Verwaltungsräten vertreten, wie der Rehau-Gruppe mit Sitz in Muri und der ehemaligen Berner Druckmaschinenherstellerin Wifag Maschinenfabrik.
Von 2000 bis 2013 amtierte er als Vizepräsident der Stiftung der Schweizerischen Gesellschaft für Organisation und Management. Von 1991 bis 2007 war er Vizepräsident der Schweizerischen Gesellschaft für Organisation und Management.
Norbert Thom hat außerhalb der Hochschulen über 880 Referate und Vorträge gehalten, ca. 365 Fachaufsätze in Zeitschriften und Sammelwerken, über 515 kleinere Beiträge in Zeitungen, Magazinen und Fachzeitschriften, über 30 selbst verfasste oder herausgegebene Bücher veröffentlicht, insbesondere zum betrieblichen Innovationsmanagement und Vorschlagswesen, zur Gestaltung von Programmen für die Förderung des Führungsnachwuchses, zum Management des Wandels von privaten und öffentlichen Unternehmen und zum Public Management auf allen Staatsebenen. Er äußerte sich kritisch gegenüber Salärexzessen bei Führungskräften. Besonderen Erfolg hatte er mit seinen Initiativen zum Berufsbild (Profil) des Organisators (der Organisierenden) in Deutschland und in der Schweiz. Einzelne seiner Publikationen wurden in verschiedene Sprachen übersetzt. Bis 2016 waren es insgesamt 27 Sprachen. Zudem war er von 1986 bis 1995 Chefredakteur der Zeitschrift Führung und Organisation (zfo), von 1996 bis 2005 Mitglied des zfo-Herausgeberbeirats.
Wiederholt hatte Thom die Jury-Präsidentschaft beim SGO-Preis (1992–2004, 7 Preisverleihungen), beim Staufenbiel-Award (seit 1999, 3 Preisverleihungen), beim REHAU-Preis (seit 2000, 12 Preisverleihungen) beim IOP-Award (seit 2001, 6 Preisverleihungen) inne. Er war Mitglied der Jury des Seghezzi-Preises 2003, 2005, 2007, 2009, 2011 und 2013 für wissenschaftliche Arbeiten auf dem Gebiet des Qualitätsmanagements und war von 2003 bis 2012 Mitglied der Jury des Swiss HR-Awards (jährliche Preisverleihung).
Am 17. Oktober 2016 Gründung der „Stiftung Norbert Thom“ zur Verleihung von Preisen für wissenschaftliche Arbeiten auf dem Gebiet des „Public and Private Management“ an schweizerischen Universitäten.
Er ist seit 1981 Mitglied der katholischen Studentenverbindung AV Hansea (Berlin) zu Köln im CV und seit 2008 Ehrenphilister der AKV Burgundia Bern im Schw. StV.

## Ehrungen und Auszeichnungen
- 1978: Karl-Guth-Preis für die beste deutsche Dissertation im Gebiete der Lehre von der Unternehmungsführung (1978)
- 1986: Mitgewinner des Peter-Curtius-USW-Preises des Universitätsseminars der Wirtschaft (USW)
- 1988: Ehrenmedaille der Universität Linz, Österreich
- 1992: Denker-Preis für Beiträge zum Innovationsmanagement und zum Betrieblichen Vorschlagswesen (Erste ausgezeichnete Einzelperson in der Schweiz)
- 1993: Goldener Ideen-Oskar für Verdienste in Lehre und Forschung auf den Gebieten des Ideen- und Innovationsmanagements (Erste ausgezeichnete Einzelperson in der Schweiz)
- 2002: Ehrenmitglied der Gesellschaft für Organisation (GfO, Deutschland) (Damals einziges noch berufsaktives Ehrenmitglied)
- 2003: Ehrenmitglied der Schweizerischen Gesellschaft für Betriebswirtschaft (Einziger damals noch berufsaktiver BWL-Professor)
- 2005: Ehrendoktorwürde (Dr. h. c.) der Rechtswissenschaftlichen Fakultät der Mykolas-Romeris-Universität, Vilnius, Litauen
- 2006: Ehrendoktorwürde (Dr. h. c.) der Johannes-Kepler-Universität Linz, Österreich
- 2006: Ehrendoktorwürde (Dr. h. c.) der Martin-Luther-Universität Halle-Wittenberg, Deutschland
- 2007: Ehrenmitglied der Schweizerischen Gesellschaft für Organisation und Management (SGO)
- 2010: Ehrenprofessorenwürde (Prof. h. c.) der Babeș-Bolyai-Universität Cluj, Rumänien
- 2012: Ehrenmitglied der Idée suisse, Schweizerische Gesellschaft für Ideen- und Innovationsmanagement
- 2013: Senior Fellow am Kompetenzzentrum für Public Management der Universität Bern
- 2014: Ehrenmitglied der Volkswirtschaftlichen Gesellschaft des Kantons Bern
- 2017: Auszeichnung für sein Lebenswerk in „Anerkennung seiner herausragenden lebenslangen Verdienste und seiner Pionierarbeit im Bereich des Ideen- und Innovationsmanagements“ des Deutschen Instituts für Ideen- und Innovationsmanagement
- 2019: Ehrenmitglied von Quer.kraft – der Innovationsverein e. V. Nürnberg

## Schriften (Auswahl)
- Norbert Thom, Frauke von Bieberstein, Andreas Hack (Hrsg.): Menschen in Organisationen, IOP-Verlag, Bern 2016, ISBN 978-3-905766-54-7
- Norbert Thom, Wenger P. Andreas: Die optimale Organisationsform. Grundlagen und Handlungsempfehlungen, Gabler 2010, ISBN 978-3-8349-2015-7
- Adrian Ritz, Norbert Thom (Hrsg.): Talent Management, Gabler 2018 (3. Auflage), ISBN 978-3-8349-1811-6
- Norbert Thom, Joanna Harasymowicz-Birnbach: Wissensmanagement im privaten und öffentlichen Sektor. Was können beide Sektoren voneinander lernen?, Vdf Hochschulverlag 2005 (2. Auflage), ISBN 3-7281-2983-6
- Norbert Thom, Adrian Ritz, Reto Steiner (Hrsg.): Effektive Schulführung: Chancen und Gefahren des Public Managements im Bildungswesen, Haupt 2006 (2. Auflage), ISBN 3-258-06878-X
- Norbert Thom, Adrian Ritz: Public Management: Innovative Konzepte zur Führung im öffentlichen Sektor, Gabler 2017 (5. Auflage), ISBN 3-8349-0730-8
- Norbert Thom, Robert J. Zaugg (Hrsg.): Moderne Personalentwicklung: Mitarbeiterpotenziale erkennen, entwickeln und fördern, Gabler 2008 (3. Auflage), ISBN 3-8349-1060-0
- Norbert Thom, Andreas P. Wenger, Robert J. Zaugg (Hrsg.): Fälle zu Organisation und Personal: Didaktik – Fallstudien – Lösungen – Theoriebausteine, Haupt 2007 (5. Auflage), ISBN 3-258-07225-6
- Norbert Thom, Adrian Ritz: Management Public. Concepts innovants dans le secteur public, Presses polytechniques et universitaires romandes 2013, ISBN 978-2-88074-995-8